# Andenes
Andenesⓘ (nordsamisch: Ánddanjárga) ist ein Ort in Norwegen am nördlichen Ende der Insel Andøya in Vesterålen. Der Ort ist Verwaltungszentrum der Kommune Andøy und hat 2499 Einwohner (Stand: 1. Januar 2024).

## Name
Der altnordische Name des Ortes war Andarnes. Der erste Teil des Namens ist vermutlich die Genitivform andar oder amdar von Ǫmd, des altnordischen Namens der Insel Andøya. Und der zweite Teil ist das norwegische Wort nes, was auf Deutsch Landzunge bedeutet. Während Norwegens Personalunion mit Dänemark vom Ende des 14. Jahrhunderts bis Anfang des 19. Jahrhunderts war die dänische Schreibweise Andenæs üblich, wurde dann im 19. Jahrhundert auf das heutige Andenes geändert.

## Geschichte

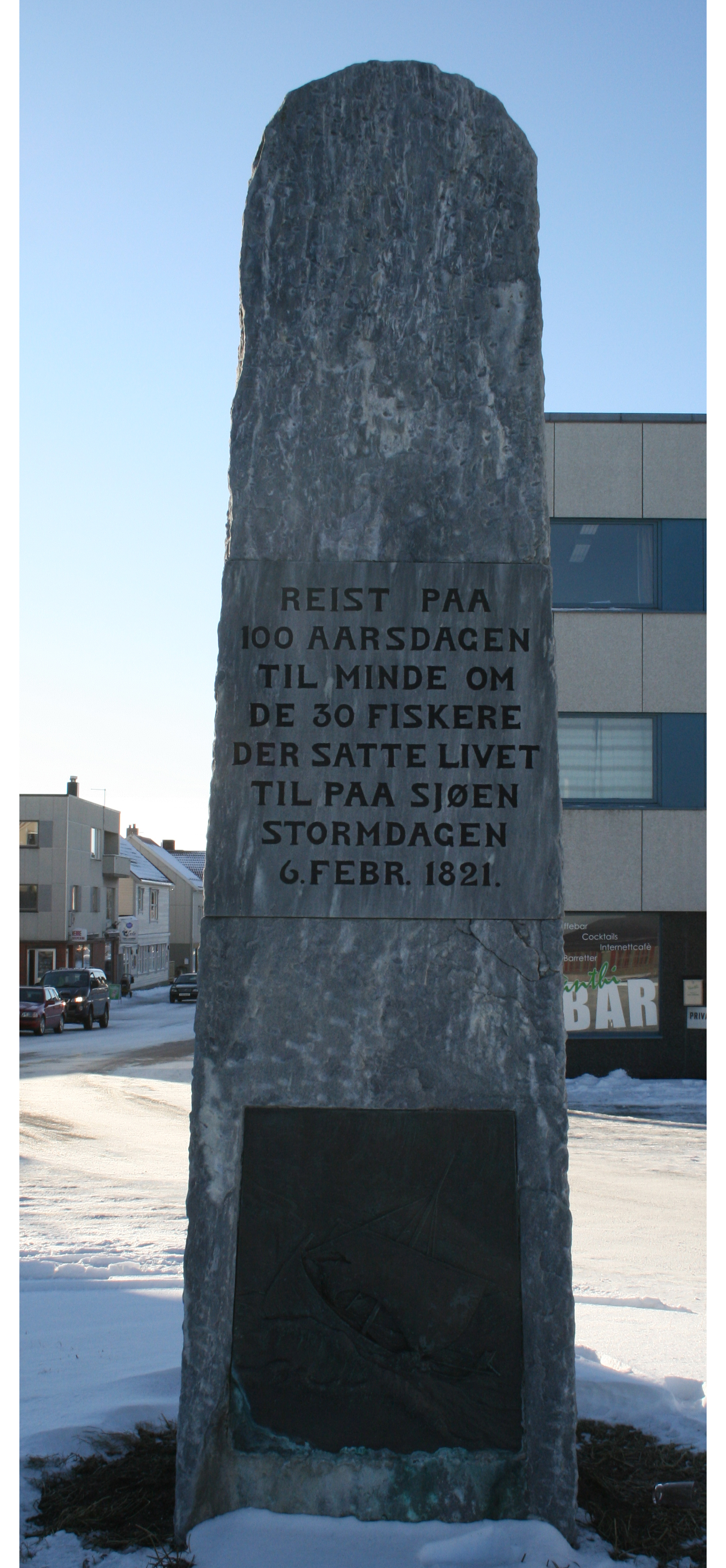
Denkmal zur Erinnerung an die Todesopfer des Sturms von 1821

Wie alt die Besiedlungsgeschichte von Andenes wirklich ist, lässt sich nicht gewiss sagen, da es aus der Zeit vor der Reformation aus Nordnorwegen kaum historische Aufzeichnungen gibt. Lange Zeit war man davon ausgegangen, dass das Areal des Andenes Gårdshaug, einem alten „Siedlungshügel“ im Bereich der heutigen Straße Sjøgate, mindestens ab dem 12. Jahrhundert besiedelt war. Bei archäologischen Ausgrabungen im Jahr 2021 im Vorfeld von Bauarbeiten zum neuen Touristenzentrum The Whale wurde in Sløyken unweit des heutigen Leuchtturms Andenes fyr jedoch ein bedeutender Fund gemacht, der zumindest eine gesicherte Aussage erlaubt: ein Pfahlloch, das auf die Zeit um das Jahr 500 datiert werden konnte. Somit erstreckte sich der Gårdshaug wesentlich weiter nach Westen, als zuvor angenommen, und die Siedlungsgeschichte von Andenes begann mindestens schon im 6. Jahrhundert.
Während des Mittelalters erlebte Andenes seine Hochzeit, war im 16. Jahrhundert gar der größte Fischereiort in der gesamten Provinz Nordland. Grund dafür waren die ertragreichen und nahegelegenen Fischgründe, vor allem im Andfjord zwischen Andøya und Senja. Es kamen regelmäßig holländische und deutsche Händler, um hier Stockfisch zu kaufen und es gab auch feste Handelskontakte mit der Hanse in Bergen und mit den Pomoren. Im 16. und 17. Jahrhundert nutzten dann auch holländische Walfänger die günstige Lage zum Verbreitungsgebiet der Pottwale. Kurz vor der Küste fällt der Meeresboden hier bis zu einer Tiefe von 1000 m ab; in diesen Tiefen jagen die Pottwale Kraken und tauchen dabei regelmäßig zum Atmen auf.
Zu Beginn des 18. Jahrhunderts jedoch brachen die Preise für Stockfisch ein und der Handel ging zurück. In dessen Folge verlor auch Andenes an Bedeutung und die Bevölkerungszahl nahm ab. Am 6. Februar 1821 kam es infolge eines Polartiefs zu einem schweren Sturm in der Region, bei dem 30 Menschen von der Insel Andøya starben. Zehn davon waren Fischer aus Andenes, die acht Witwen und 22 Kinder hinterließen. An dieses Unglück erinnert heute ein Gedenkstein im Zentrum von Andenes, der dort 1921 zum einhundertsten Jahrestag errichtet wurde.
1876 wurde die Andenes kirke erbaut, eine aus Holz konstruierte Langkirche, die am 30. Juni 1876 von Bischof Hvoslef geweiht wurde. Sie ersetzte eine ältere, kleinere Kirche, die zuvor an einem anderen Standort 500 m weiter nordwestlich stand. Die Kirche wurde zuletzt 1966 umfassend renoviert und ist bis heute erhalten. Seit 2001 steht sie unter Denkmalschutz.
Bis ins 19. Jahrhundert war der Hafen von Andenes überwiegend ein Naturhafen in der Vikabucht an der Ostseite der Landspitze unweit der Kirche, und etwas nördlich davon in der Trondheimsbucht bei der Halbinsel Lankanholmen, die jetzt innerhalb des heutigen Hafens liegt. In den Jahren 1856–59 wurde schließlich an der Nordwestspitze der Leuchtturm Andenes fyr gebaut, was die Navigation zum Hafen fortan sicherer machte. Als bei einem weiteren großen Sturm 1881 mehrere auch größere Schiffe im Hafen von Andenes Schiffbruch erlitten, wurden Rufe nach einem besser geschützten Hafen lauter. Es wurde der Bau einer Mole gefordert, um der Vikabucht bei schlechtem Wetter vor allem während der Wintermonate mehr Schutz zu gewähren. Erst 1894–95 schließlich genehmigte das norwegische Parlament Storting den Ausbau des Hafens, jedoch an anderer Stelle. Nach Begutachtung der Gegebenheiten vor Ort war man zu dem Schluss gekommen, dass der alte Naturhafen in der Vikabucht für größere Schiffe ungeeignet ist und man stattdessen einen Hafen weiter westlich bauen wollte. Zu diesem Zweck wurde dann unmittelbar nördlich des Leuchtturms von 1895 bis 1904 ein erster, 210 Meter langer Wellenbrecher errichtet. Hier ist das Wasser viel tiefer als in der seichten Vikabucht und somit auch für größere Schiffe geeignet. Durch den Ausbau des Hafens gewann Andenes wieder an Bedeutung in der Region, die Einwohnerzahl wuchs von 745 im Jahr 1900 auf 1200 im Jahr 1920 an. Dieser erste Wellenbrecher, bekannt unter dem Namen Gammelmoloen (deutsch: die alte Mole), wurde später um weitere Wellenbrecher ergänzt: 1932 um die Skarvbarmoloen, die vor Wellen aus dem Norden schützt, und 1958 die Børingsmoloen sowie Nakkespirmoloen im Osten.

## Kommune Andenes

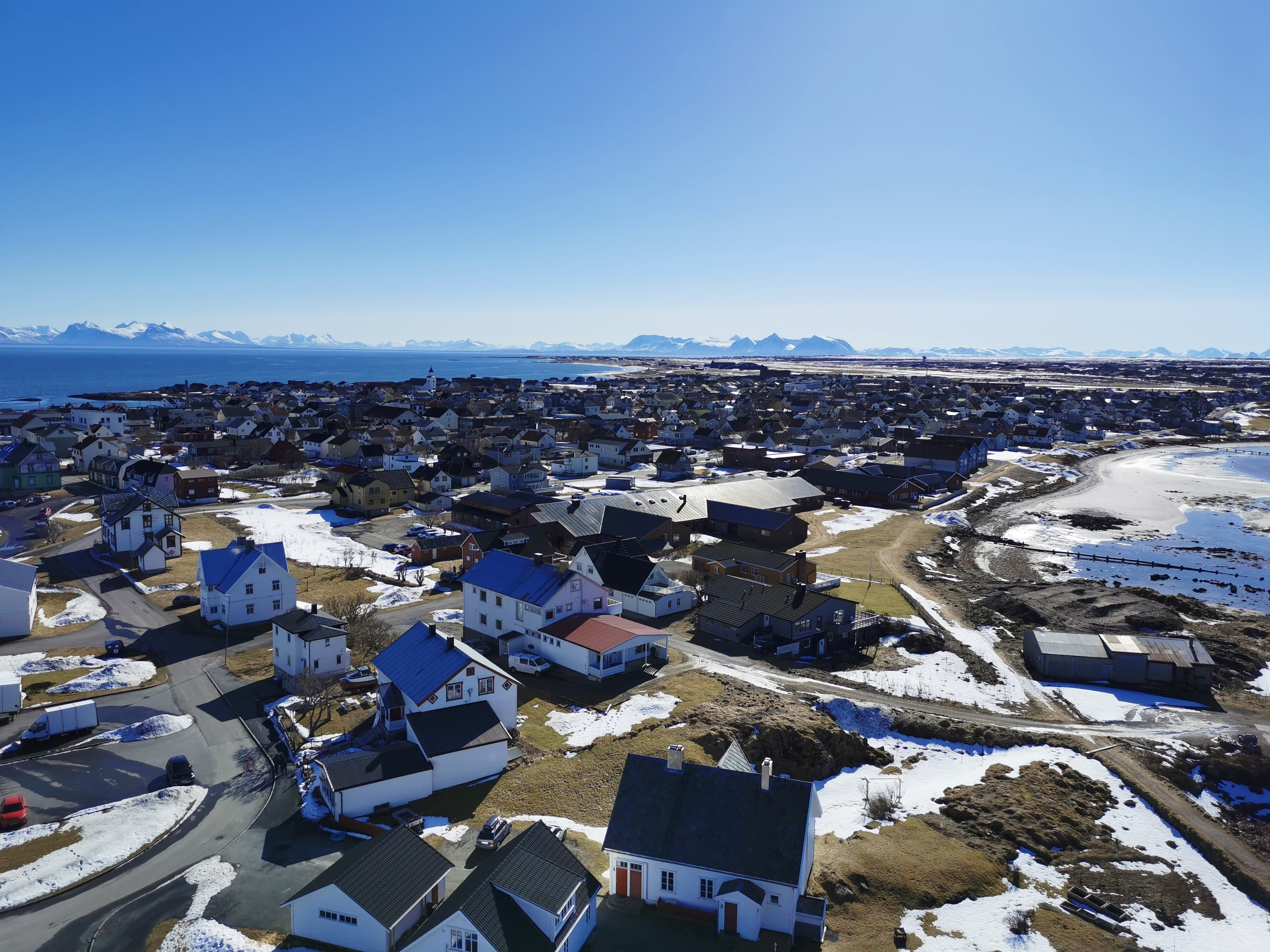
Blick auf Andenes vom Leuchtturm aus

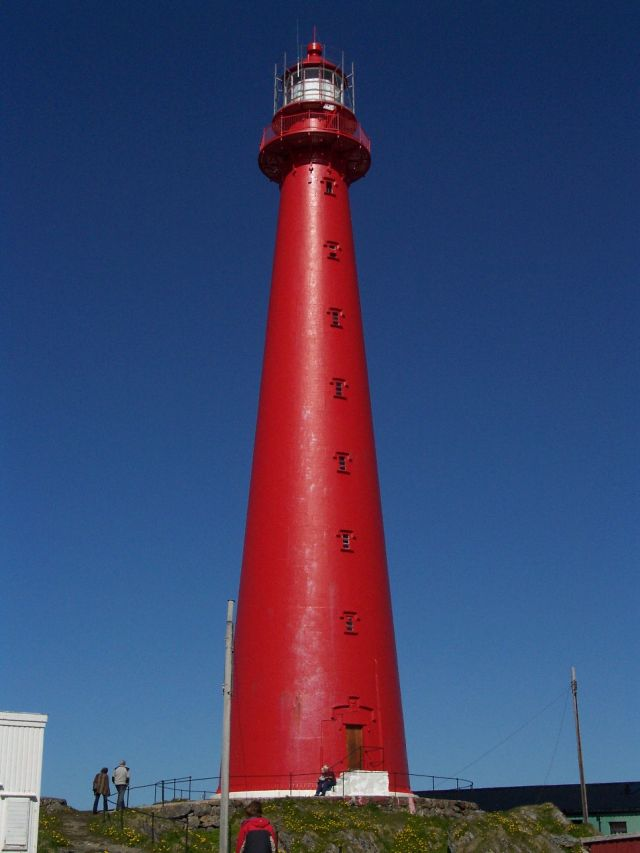
Andenes Fyr

Mit Einführung der kommunalen Selbstverwaltung in Norwegen im Jahr 1837 wurde zunächst die Kommune Dverberg gegründet, die das gesamte Gebiet der heutigen Kommune Andøy umfasste und der auch Andenes angehörte. Im Zuge einer Verwaltungsreform entstand dann am 1. Januar 1924 die eigenständige Kommune Andenes, nachdem die alte Kommune Dverberg aufgelöst und in drei neue Kommunen aufgeteilt wurde. Bei ihrer Gründung hatte die Kommune Andenes 2213 Einwohner. Während der 40 Jahre des Bestehens der Kommune Andenes hatte sich die Einwohnerzahl auf 3812 erhöht. Bei einer erneuten Verwaltungsreform wurden die drei zuvor geteilten Kommunen wieder zusammengelegt und es entstand zum 1. Januar 1964 die neue Kommune Andøy, deren Verwaltungszentrum Andenes wurde und bis heute ist.

## Bedeutung im 20. Jahrhundert und heute
In den 1950er Jahren wurde in unmittelbarer Nähe von Andenes mit Finanzierung der NATO der Luftwaffenstützpunkt Andøya flystasjon eingerichtet. Neben der Fischerei wurde die Militärbasis bis in die 1970er Jahre zum zweitwichtigsten Arbeitgeber in der Region. Zur Zeit des Kalten Krieges war der Stützpunkt ein wichtiger Standort für die NATO. Die Einrichtung des Flugplatzes trug auch dazu bei, dass Andenes eine bessere Strom- und Wasserversorgung erhielt und auch der Hafen weiter ausgebaut wurde. In den 1960er Jahren wurde dann der Flughafen auch für die zivile Luftfahrt geöffnet. Die Bevölkerungszahl von Andenes erreichte Anfang der 1970er Jahre ihren Höhepunkt und ist seitdem wieder rückläufig. Der Betrieb der Militärbasis wurde nach einem Beschluss des Storting aus dem November 2016 dann Mitte 2023 eingestellt und das bis dahin in Andenes stationierte Luftwaffengeschwader wurde an die Evenes flystasjon am knapp 100 Kilometer entfernten Flughafen Harstad/Narvik auf dem Festland verlegt. Seither zählt die Andøya flystasjon zur Reserve, die bei Bedarf reaktiviert werden kann. Der Betrieb des zivilen Flughafens auf demselben Gelände blieb davon unberührt, der Andøya lufthavn, Andenes wird weiterhin genutzt.
Da sich Andenes an der Nordspitze von Vesterålen befindet, hat der Ort heute regen touristischen Zulauf. Neben dem berühmten Leuchtturm Andenes fyr, der auch bestiegen werden kann, gibt es ein Polarmuseum und die Ausstellung Hisnakul. Die bekannteste Touristenattraktion von Andenes ist aber das Whale watching, welches in den Sommer- und Wintermonaten von hier aus täglich angeboten wird. Die Nähe zur tiefen Unterwasserschlucht Bleik Canyon bietet hierfür optimale Bedingungen. Ausgangspunkte hierfür ist das in der Nähe des Leuchtturms gelegenen Norwegische Walzentrum (Hvalsenter) mit Ausstellungs- und Vortragsangeboten zum Thema Wale. Südlich des Leuchtturms soll das neue Touristenzentrum The Whale entstehen, das architektonisch an die Fluke eines Wals erinnern soll. Ursprünglich war die Eröffnung bereits für 2020 anvisiert, doch archäologische Funde am geplanten Bauplatz verzögerten das Projekt. Es war bereits bekannt, dass es in dem Gebiet eine frühe Siedlung gab, doch das Alter und das Ausmaß überraschte die Forschenden. Bislang war eine Ansiedlung in Andenes seit dem 12. Jahrhundert bekannt, die neuen Funde nun belegen aber eine Besiedlung bereits um das Jahr 500.
Im Winter, wenn die Heringe in den Andfjord ziehen, können neben den ganzjährig hier lebenden Pottwalen auch große Gruppen Schwertwale (Orcas), Buckelwale und Finnwale vom Boot oder auch bei einer Schnorcheltour unter Wasser beobachtet werden. Andenes ist wegen seiner Lage nördlich des Polarkreises zudem ein guter Ort, um Polarlichter zu sehen.
Neben dem Whalewatching ist Andenes aber auch ein guter Ausgangspunkt für Ausfahrten zur nahe gelegenen Vogelinsel Bleiksøya. Mit zirka 75 000 nistenden Papageientaucherpaaren, Tordalken und Trottellummen ist sie eine der wichtigsten Vogelbrutinseln in Nordnorwegen. In den Sommermonaten werden Vogelsafaris angeboten.
In unmittelbarer Nähe des Ortes befindet sich der Raketenstartplatz Andøya und das geophysikalische Observatorium ALOMAR.

## Verkehr
Auf der Straße ist Andenes über den Rv 82 aus Süden zu erreichen; zwischen dem 28. Mai und dem 29. August gibt es zudem eine Fährverbindung, welche Andenes mit Gryllefjord auf der Insel Senja verbindet. Am Ortsrand von Andenes liegt der regionale Flugplatz Andøya lufthavn, Andenes, der bis 2023 auch militärisch genutzt wurde. Von dort bietet die Fluggesellschaft Widerøe’s Flyveselskap täglich Flugverbindungen nach Bodø und Tromsø an. Seit 2012 finden zweimal wöchentlich Direktflüge mit Norwegian Air Shuttle von und nach Oslo statt. Direkt am Flughafen liegt ein großer Campingplatz.

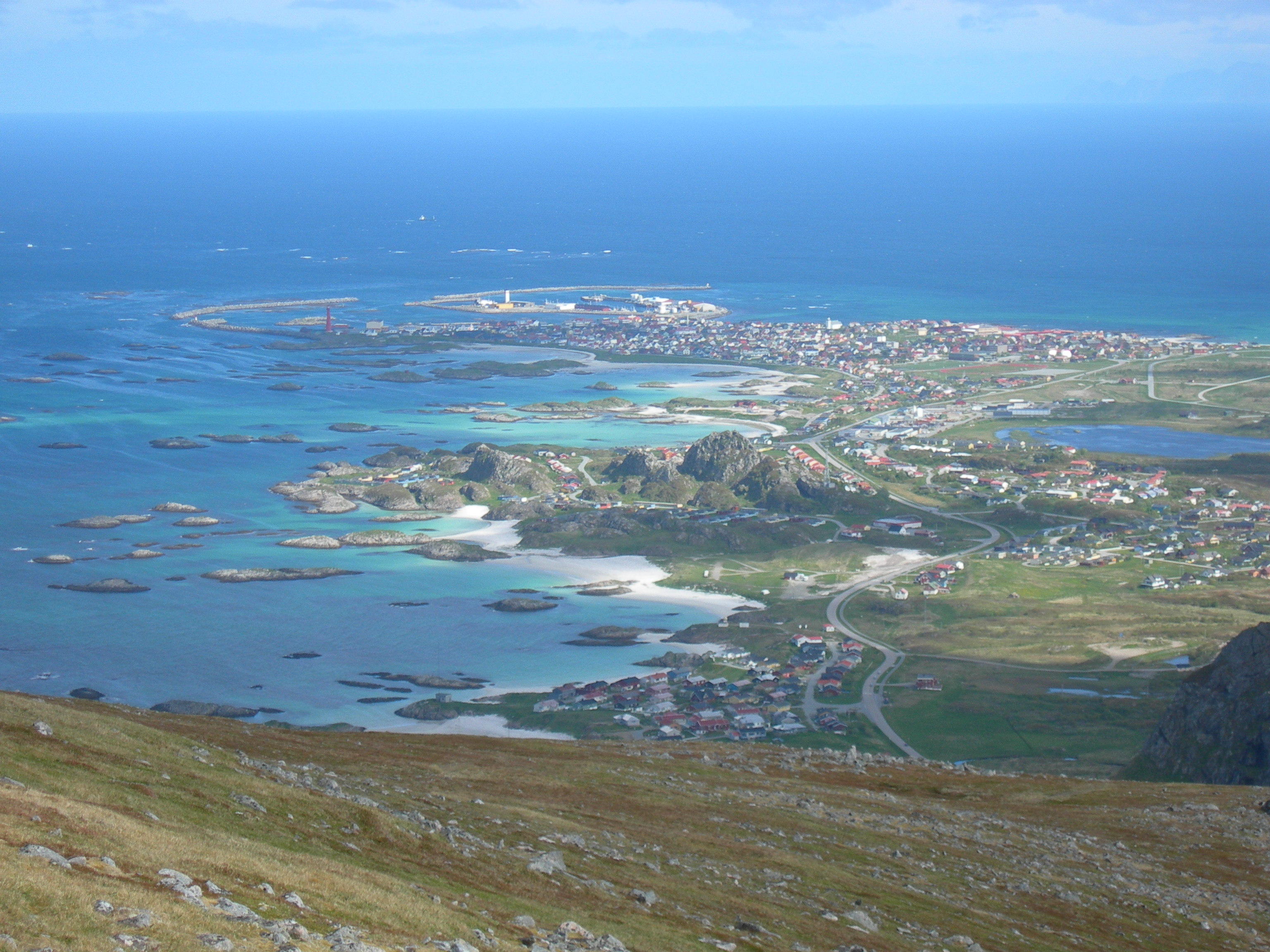
Andenes vom Berg Røyken aus gesehen
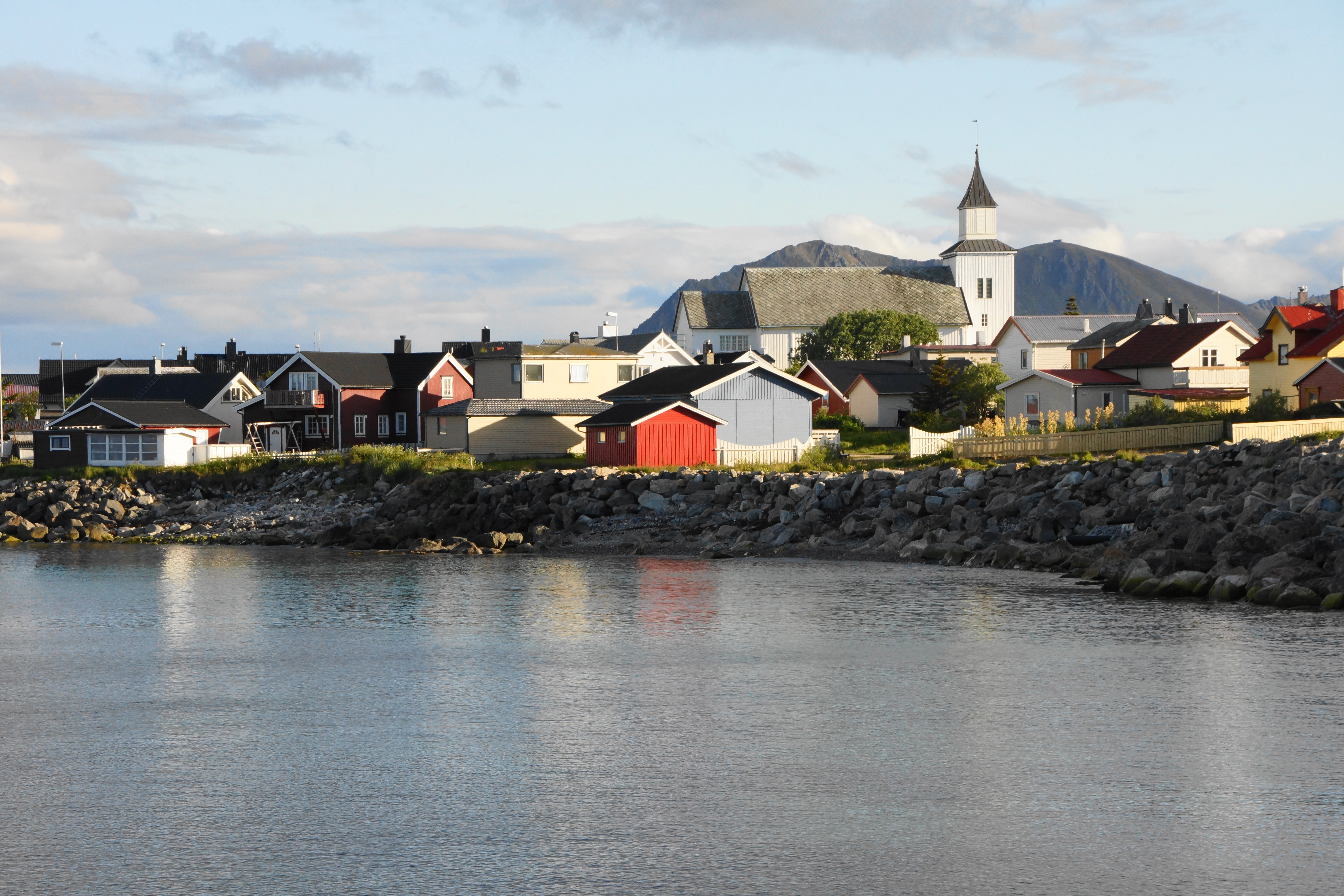
Die Kirche von Andenes
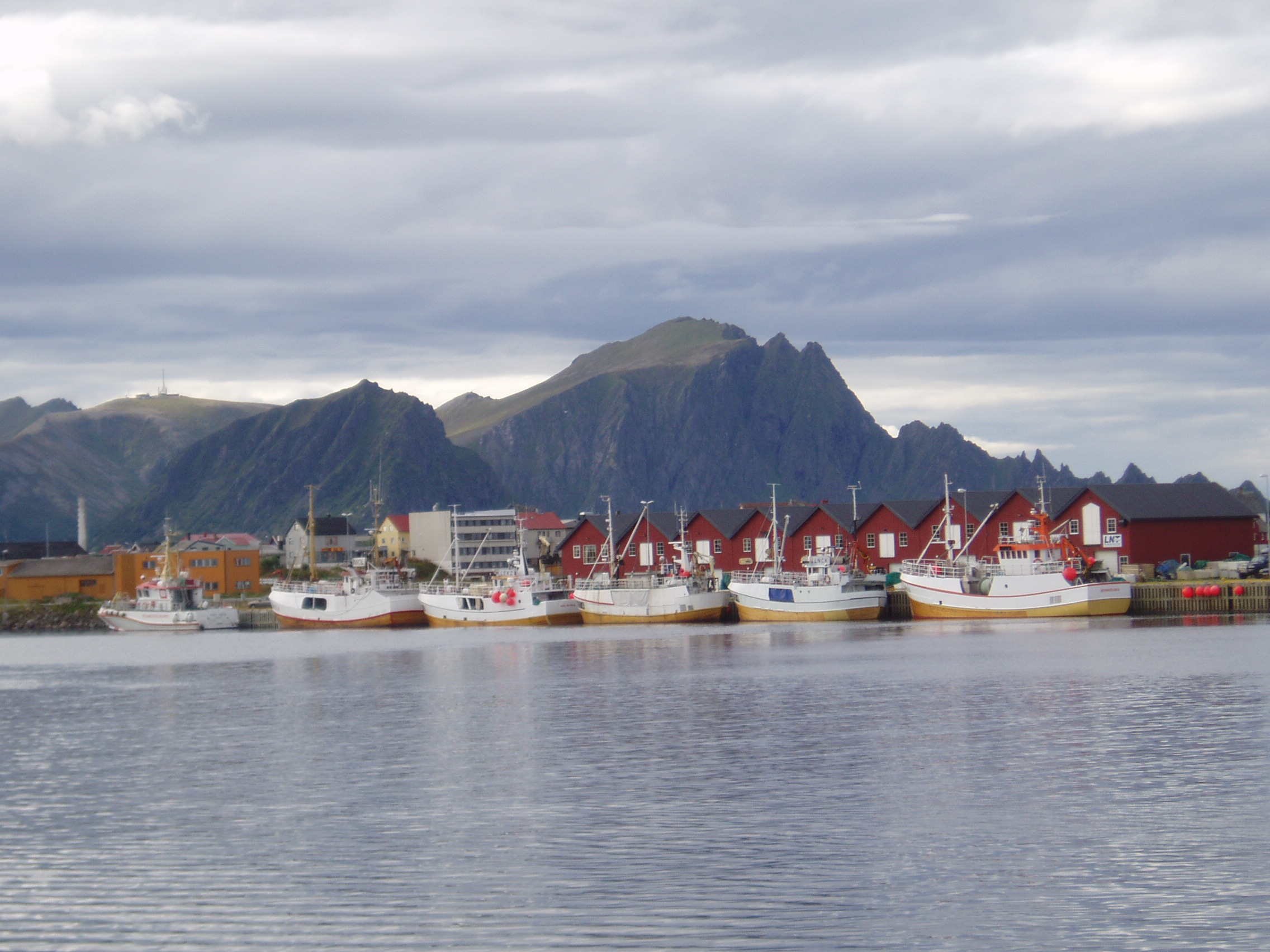
Fischerboote im Hafen von Andenes, im Hintergrund der Berg Røyken
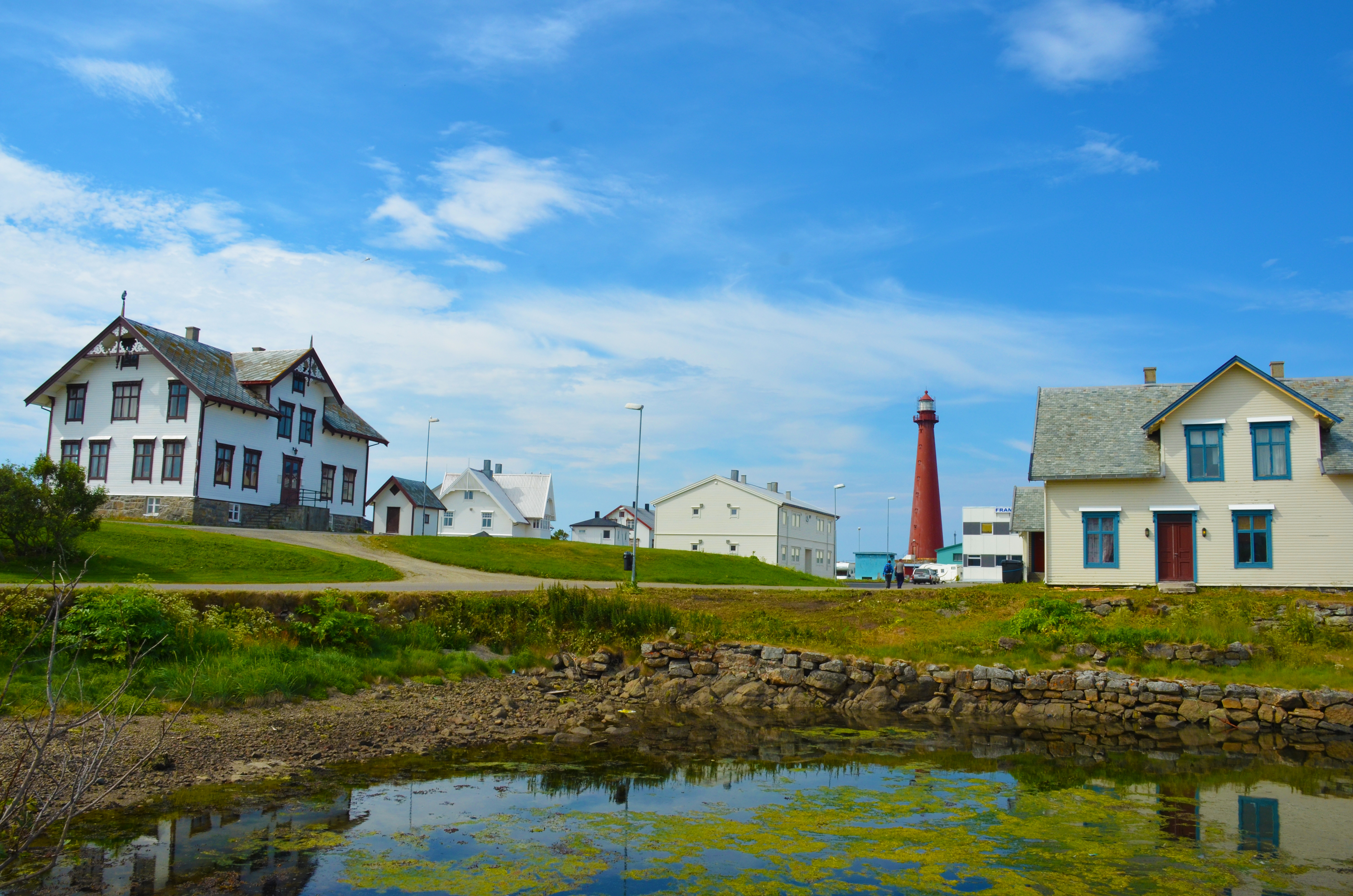
Andenes nahe des Leuchtturms

## Persönlichkeiten
- Richard With (1846–1930), Reeder, Begründer der Postschifflinie Hurtigruten
- Nanna With (1874–1965), Journalistin
- Nils Aaness (1936–2024), Eisschnellläufer
- Odd Roger Enoksen (* 1954), Politiker